# Watashi ga Motenai no wa Dō Kangaetemo Omaera ga Warui!
Watashi ga Motenai no wa Dō Kangaetemo Omaera ga Warui! (私がモテないのはどう考えてもお前らが悪い!), ou simplesmente WataMote, é uma série de mangá escrito e ilustrado por Nico Tanigawa. É publicado atualmente na revista Gangan Comics Online da editora Square Enix desde 4 de agosto de 2011 e continua sendo publicado. Uma adaptação para anime foi feita em 2013.
Contando com 12 episódios e 1 OVA, o anime relata a história de Kuroki Tomoko, uma garota de 15 anos sem muita popularidade, que prefere ficar em seu quarto jogando ou lendo, antes de sair e se divertir com amigos.

## Enredo
Tomoko Kuroki é uma estudante de 15 anos que acreditava estar destinada a tornar-se popular ao entrar no ensino médio, devido ao seu grande conhecimento sobre o mundo dos jogos Otome. Porém, ela percebe que acabou tornando-se uma antissocial solitária, e agora é forçada a reavaliar seu comportamento pela primeira vez em anos. A história segue Tomoko em sua busca por status social enquanto ela avança pelo ensino médio.

## Personagens
Tomoko Kuroki (黒木 智子, Kuroki Tomoko)
A protagonista da série, que é muitas vezes descrita como desesperada, solitária, de certo modo, antissocial e bastante desligada, sempre visando ser popular entre os outros. Ela leva uma vida bastante sombria e tem grandes olheiras sobre os olhos, além de cabelos negros e uma franja sobre um olho. Ela também se mostra bem pervertida, muitas vezes, até imaginando situações com outros garotos ou cobiçando a sua melhor amiga, Yuu. É uma garota tímida, que tem dificuldades de se relacionar com as pessoas (principalmente com seu colegas de turma), tendo dificuldades até mesmo de falar com estes, preferindo se afastar ou procurar um local isolado, já que isso a deixa mais confortável. Mas, ao mesmo tempo, muitas vezes se lamenta por ser isolada. Gosta de jogar jogos que satisfaçam seu ego, sendo que estes tem como centro personagens principais amadas por todos. Tomoko muitas vezes se inspira nestes jogos e tem fantasias com eles.
Tomoki Kuroki (黒木 智貴, Kuroki Tomoki)
Irmão mais novo de Tomoko. Ela muitas vezes vai até ele pedir conselhos. Tem uma certa intolerância e falta de paciência com a irmã. É popular, se comparado a ela. Apesar de mais novo, é bem mais responsável que Tomoko, fazendo normalmente a lida da casa. Apresenta sempre uma expressão de indiferença no rosto.
Yū Naruse (ゆうちゃん, Yū-chan)
Melhor - e única - amiga de Tomoko no fundamental. Sua aparência mudou muito quando o fundamental acabou. Ainda gosta dos mesmos hobbies que quando conheceu Tomoko, e ainda a considera sua melhor amiga.
Kii (きーちゃん, Kī-chan)
Prima de Tomoko, é estudante do fundamental. Admira muito Tomoko, e adora as "histórias" que esta conta, "histórias" em fala sobre o seu "namorado".

## Mídia

### Mangá
Escrito por Tanigawa Nico, começou a sua publicação na Gangan Comics Online em 4 de agosto de 2011. O seu primeiro volume tankobon foi lançado em 21 de janeiro de 2012, com vinte e sete volumes lançados até agora. O segundo volume, lançado em 22 de maio de 2012, ficou em 10.º lugar no ranking da Oricon na sua primeira semana de venda. Um terceiro volume foi lançado em 22 de dezembro de 2012. O mangá ganhou popularidade no ocidente depois que scanlators americanas começaram a lançá-lo não oficialmente por via da internet.

### Anime
Uma adaptação do manga em anime feita por Silver Link, passou no Japão entre 8 de julho e 23 de setembro de 2013 e foi simulcast por Crunchyroll. A série foi dirigida por Shin Oonuma e escrita por Takao Yoshioka, com design de personagem por Hideki Furukawa. A música de abertura é "Watashi ga Motenai no wa dō Kangaetemo Omaera ga Warui!" (私がモテないのはどう考えてもお前らが悪い!, "No Matter How I Look at It, It's You Guys' Fault I'm Not Popular!") por Konomi Suzuki e Kiba of Akiba, e o tema de encerramento principal, utilizado em todos os episódios, expecto por quatro, Dō Kangaetemo Watashi wa Warukunai" (どう考えても私は悪くない, "No Matter How I Look At It, It's Not My Fault") por Izumi Kitta. O tema de encerramento utilizado nos episódios dois e cinco são "Musō Renka" (夢想恋歌, Dream Love Song) and "Yoru no Tobari yo Sayōnara" (夜のとばりよ さようなら, Farewell, Veil of Darkness), respetivamente, sendo ambos interpretados por Velvet, Kodhy; no episódio seis é "Natsu Matsuri" (夏祭り, Summer Festival) por Utsu-P & Toka Minatsuki, como vocais por Hatsune Miku e para o episódio onze é "Sokora no Chaku-Gurumi no Fūsen to Watashi" (そこらの着ぐるみの風船と私, Me and the Balloon I Got from the Costumed Person) por Velvet, Kodhy e µ. Sentai Filmworks licenciou o anime nos Estados Unidos da América e foi lançada em Blu-ray e DVD em 26 de agosto de 2014. Este anime teve 13 episódios, incluindo um OVA.

#### Episódios
| #   | Título Original em Rōmaji \| Japonês                                         | Título em Português (Tradução)                                  | Data de Exibição (Japão) |
| --- | ---------------------------------------------------------------------------- | --------------------------------------------------------------- | ------------------------ |
| 01  | "Motenai shi, Chotto Imechen suru wa" (モテないし、ちょっとイメチェンするわ) | "Já que não sou popular, vou mudar minha imagem um pouco"       | 8 de julho de 2013       |
| 02  | "Motenai shi, Mukashi no Tomodachi ni Au" (モテないし、昔の友達に会う)       | "Já que não sou popular, vou ver a minha velha amiga"           | 15 de julho de 2013      |
| 03  | "Motenai shi, Akutenkō" (モテないし、悪天候)                                 | "Já que não sou popular, o tempo está péssimo"                  | 22 de julho de 2013      |
| 04  | "Motenai shi, Chotto Ii Yume Miru wa" (モテないし、ちょっといい夢見るわ)     | "Já que não sou popular, terei um bom sonho"                    | 29 de julho de 2013      |
| 05  | "Motenai shi, Sukiru Appu shitemiru" (モテないし、スキルアップしてみる)      | "Já que não sou popular, irei melhorar minhas habilidades"      | 5 de agosto de 2013      |
| 06  | "Motenai shi, Hanabi ni Iku" (モテないし、花火に行く)                        | "Já que não sou popular, vou ver o fogo de artifício"           | 12 de agosto de 2013     |
| 07  | "Motenai shi, Natsuyasumi o Makitsu suru" (モテないし、夏休みを満喫する)     | "Já que não sou popular, vou aproveitar as férias de verão"     | 19 de agosto de 2013     |
| 08  | "Motenai shi, Mie o Haru" (モテないし、見栄をはる)                           | "Já que não sou popular, vou colocar no ar"                     | 26 de agosto de 2013     |
| 09  | "Motenai shi, Natsu ga Owaru" (モテないし、夏が終わる)                       | "Já que não sou popular, o verão irá acabar"                    | 2 de setembro de 2013    |
| 10  | "Motenai shi, Ni-gakki ga Hajimaru" (モテないし、二学期が始まる)             | "Já que não sou popular, o segundo período está a começar"      | 9 de setembro de 2013    |
| 11  | "Motenai shi, Bunkasai ni Sankasuru" (モテないし、文化祭に参加する)          | "Já que não sou popular, vou participar no Festival da Cultura" | 16 de setembro de 2013   |
| 12  | "Motenai shi, Shōrai o Kangaeru" (モテないし、将来を考える)                  | "Já que não sou popular, vou pensar no futuro"                  | 23 de setembro de 2013   |
| OVA | "Motenai shi, Nazomeitemiru" (モテないし、謎めいてみる)                      | "Já que não sou popular, vou ser misteriosa"                    | 22 de outubro de 2013    |